# Aedes sticticus
Aedes sticticus é um espécie de mosquito do Género Aedes, pertencente à família Culicidae.